# Barbora Špotáková
Barbora Špotáková (née le 30 juin 1981 à Jablonec nad Nisou) est une ancienne athlète tchèque spécialiste du lancer du javelot. Championne du monde en 2007, 2011 et 2017, et championne olympique en 2008 et 2012, elle est l'actuelle détentrice du record du monde de la discipline avec la marque de 72,28 m, établie le 13 septembre 2008 à Stuttgart.

## Carrière
À ses débuts dans l'athlétisme, elle pratiquait l'heptathlon.

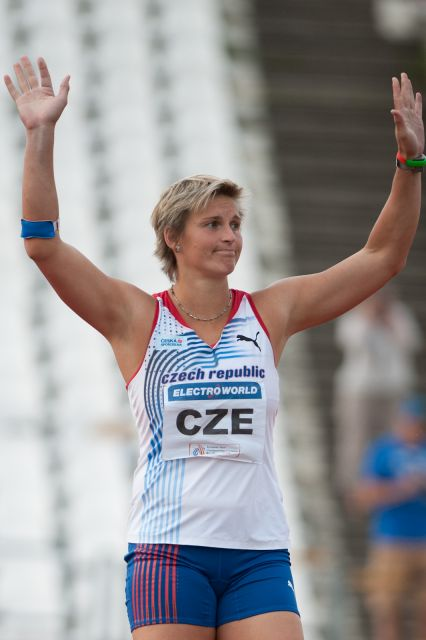
Barbora Špotáková à Budapest lors des Championnats d'Europe par équipes 2010.

En 2006, Barbora Špotáková monte sur la deuxième marche du podium des Championnats d'Europe de Göteborg (65,64 m) derrière l'Allemande Steffi Nerius. Aux championnats du monde d'Osaka, en 2007, elle améliore en finale son record national par deux fois et remporte le titre devant les Allemandes Christina Obergföll et Steffi Nerius en établissant 67,07 m en finale.

### Titre olympique et record du monde (2008)
Barbora Špotáková remporte la médaille d'or des Jeux olympiques de 2008 et établit un nouveau record d'Europe du lancer du javelot avec 71,42 m réussi à son sixième et dernier essai. Le 13 septembre 2008, la Tchèque établit la marque de 72,28 m lors de la Finale mondiale de Stuttgart, améliorant de 58 centimètres le record du monde de la discipline détenu depuis 2005 par la Cubaine Olisdeilys Menéndez.
La Tchèque ne parvient pas à conserver son titre lors des Championnats du monde de Berlin, en août 2009. Elle termine deuxième du concours avec la marque de 66,42 m, s'inclinant largement face à Steffi Nerius (67,30 m). Troisième des Championnats d'Europe 2010 de Barcelone derrière les Allemandes Linda Stahl et Christina Obergföll, Barbora Špotáková remporte la première édition de la Ligue de diamant grâce notamment à ses trois succès obtenus aux meetings de Rome, Monaco et Londres.
Lors des Mondiaux de Daegu en 2011, elle se classe initialement deuxième avec un jet à 71,58 m (troisième meilleure performance de tous les temps) derrière la Russe Mariya Abakumova, mais la médaille d'or lui sera finalement réattribuée en 2018 à la suite du déclassement pour dopage de la Russe. La Tchèque remporte donc son second titre mondial rétrospectivement.

### Titre olympique conservé (2012)
Le 25 mai 2012, elle ravit la meilleure performance mondiale de l'année à Mariya Abakumova avec un jet 67,78 m réalisés lors du Golden Spike Ostrava, chez elle en République tchèque ; la même Abakumova, qui détenait la MPMA en 66,68 m, termine deuxième avec 64,34 m. Continuant sa progression, elle enchaîne sur une nouvelle victoire et MPMA le 31 mai lors du Golden Gala à Rome qui compte pour la Ligue de diamant 2012 ; avec 68,65 m, elle prend la première place du classement provisoire du javelot et passe à un centimètre du record du meeting qu'elle avait établi en 2010. Le 9 août, elle glane son second titre olympique consécutif devant les Allemandes Christina Obergföll et Linda Stahl. Victorieuse avec un lancer à 69,55 m à son quatrième essai, ses trois autres essais validés étaient également supérieurs au meilleur lancer de sa dauphine Christina Obergföll (65,16 m).
Après son retrait en 2013 pour cause de maternité, elle revient en 2014 et remporte les championnats d'Europe, seul titre international qui manquait à son palmarès, après avoir obtenu l'argent en 2006 et le bronze en 2010.

### Troisième médaille olympique avec le bronze à Rio (2016)
En mars 2016, la Tchèque se fracture le pied lors d'une partie de tennis pendant son stage aux Îles Canaries : prenant du retard dans sa saison, elle lance pour ses 2 premiers concours de l'année à 59,82 m et 63,79 m. Le 19 juin suivant, lors des Championnats nationaux, elle établit une nouvelle meilleure performance mondiale de l'année avec un jet à 66,87 m.
Le 9 juillet, elle se classe 5e des Championnats d'Europe d'Amsterdam avec un lancer à 62,66 m. En quête d'un 3e titre olympique consécutif, la Tchèque ne parvient pas à réaliser cet exploit aux Jeux olympiques de Rio : avec un jet à 64,80 m, elle s'empare de la médaille de bronze, laissant la Croate Sara Kolak remporter le titre (66,18 m) devant la Sud-Africaine Sunette Viljoen (64,92 m).
Le 9 septembre, elle se classe 2e de Mémorial Van Damme de Bruxelles (63,78 m) derrière la Lettone Madara Palameika (66,18 m) et monte par conséquent sur la 3e marche du classement final de la Ligue de diamant (23 pts) derrière Palameika (59 pts) et Kathryn Mitchell (25 pts).

### Championne du monde dix ans après (2017)
Le 26 mai 2017, elle fait sa rentrée internationale lors du Prefontaine Classic de Eugene où elle prend la 4e place du concours avec 63,30 m puis s'impose aux Championnats d'Europe par équipes avec 65,14 m, sa meilleure performance de la saison. Le 6 juillet, à Lausanne, elle signe son meilleur jet depuis 2014 avec 67,40 m. Trois jours plus tard, à Londres, elle bat le record du meeting avec 68,26 m.
Le 8 août, Barbora Špotáková remporte le titre de championne du monde à l'occasion des mondiaux de Londres avec un jet à 66,76 m. Elle glane l'or dix ans après son premier titre remporté à Osaka en 2007 et devient la 3e lanceuse de l'histoire à remporter deux (en fait trois) titres mondiaux. Elle devance sur le podium les Chinoises Li Lingwei (66,25 m) et Lü Huihui, la vice-championne du monde en titre (65,26 m) tandis que la championne olympique Sara Kolak doit se contenter de la 4e place (64,95 m).
Le 24 août, lors du Weltklasse Zürich, étape finale de la Ligue de diamant et dans une nouvelle formule où le vainqueur de la finale remporte le trophée, elle décroche le titre en s'imposant avec 65,54 m, devant l'Australienne Kelsey-Lee Roberts (64,53 m).

### Dernières saisons
Elle fait l'impasse sur la saison 2018 pour pouvoir donner naissance à son second enfant. Elle prévoit son retour en 2019 et avec en ligne de mire un troisième titre olympique en 2020 à Tokyo.
Elle se classe 9e des championnats du monde 2019 à Doha avec 59,87 m.
Aux Jeux olympiques de 2020 se déroulant en août 2021 à Tokyo, Barbora Špotáková échoue dès les qualifications (60,52 m).
Elle remporte la dernière médaille internationale de sa carrière le 20 août 2022, en bronze, à l'occasion des Championnats d'Europe à Munich, s'inclinant face à la Grecque Elína Tzéngko et la Serbe Adriana Vilagoš, âgées respectivement de 19 et 18 ans.
Le 9 septembre 2022, elle annonce mettre un terme à sa carrière sportive,.

## Vie privée
Barbora et son compagnon Lukas Novotny ont eu leur premier fils, Janek, le 24 mai 2013. Le 18 janvier 2018, elle annonce sa seconde grossesse. Le 14 juillet, elle donne naissance à un garçon, Darek.

## Palmarès
| Date | Compétition                       | Lieu              | Résultat | Marque    |
| ---- | --------------------------------- | ----------------- | -------- | --------- |
| 2000 | Championnats du monde juniors     | Santiago du Chili | 4e       | 5 689 pts |
| 2005 | Universiade                       | İzmir             | 1re      | 60,73 m   |
| 2005 | Finale mondiale                   | Monaco            | 5e       | 61,60 m   |
| 2006 | Championnats d'Europe             | Göteborg          | 2e       | 66,12 m   |
| 2006 | Finale mondiale                   | Stuttgart         | 1re      | 66,21 m   |
| 2007 | Championnats du monde             | Osaka             | 1re      | 67,07 m   |
| 2007 | Finale mondiale                   | Stuttgart         | 1re      | 67,12 m   |
| 2008 | Jeux olympiques                   | Pékin             | 1re      | 71,42 m   |
| 2008 | Finale mondiale                   | Stuttgart         | 1re      | 72,28 m   |
| 2009 | Championnats du monde             | Berlin            | 2e       | 66,42 m   |
| 2009 | Finale mondiale                   | Thessalonique     | 1re      | 63,45 m   |
| 2010 | Championnats d'Europe             | Barcelone         | 3e       | 65,36 m   |
| 2010 | Ligue de diamant                  | Ligue de diamant  | 1re      | détails   |
| 2011 | Championnats d'Europe par équipes | Stockholm         | 3e       | 64,40 m   |
| 2011 | Championnats du monde             | Daegu             | 1re      | 71,58 m   |
| 2011 | Ligue de diamant                  | Ligue de diamant  | 2e       | détails   |
| 2012 | Jeux olympiques                   | Londres           | 1re      | 69,55 m   |
| 2012 | Ligue de diamant                  | Ligue de diamant  | 1re      | détails   |
| 2014 | Championnats d'Europe par équipes | Brunswick         | 1re      | 65,57 m   |
| 2014 | Championnats d'Europe             | Zurich            | 1re      | 64,41 m   |
| 2014 | Coupe continentale                | Marrakech         | 1re      | 66,52 m   |
| 2014 | Ligue de diamant                  | Ligue de diamant  | 1re      | détails   |
| 2015 | Championnats d'Europe par équipes | Heraklion         | 1re      | 62,56 m   |
| 2015 | Championnats du monde             | Pékin             | 9e       | 60,08 m   |
| 2015 | Ligue de diamant                  | Ligue de diamant  | 1re      | détails   |
| 2016 | Championnats d'Europe             | Amsterdam         | 5e       | 62,66 m   |
| 2016 | Jeux olympiques                   | Rio de Janeiro    | 3e       | 64,80 m   |
| 2016 | Ligue de diamant                  | Ligue de diamant  | 3e       | détails   |
| 2017 | Championnats d'Europe par équipes | Lille             | 1re      | 65,14 m   |
| 2017 | Championnats du monde             | Londres           | 1re      | 66,76 m   |
| 2017 | Ligue de diamant                  | Ligue de diamant  | 1re      | 65,54 m   |
| 2019 | Ligue de diamant                  | Ligue de diamant  | 5e       | 62,25 m   |
| 2019 | Championnats du monde             | Doha              | 9e       | 59,87 m   |
| 2021 | Coupe d'Europe des lancers        | Split             | 8e       | 58,24 m   |
| 2022 | Championnats d'Europe             | Munich            | 3e       | 60,68 m   |

## Records
| Épreuve           | Performance | Lieu      | Date              |
| ----------------- | ----------- | --------- | ----------------- |
| Lancer du javelot | 72,28 m     | Stuttgart | 14 septembre 2008 |